# Apanteles painei
Apanteles painei är en stekelart som beskrevs av Nixon 1965. Apanteles painei ingår i släktet Apanteles och familjen bracksteklar. Inga underarter finns listade i Catalogue of Life.